# Bundesliga de balonmano 2017-18
La Bundesliga de balonmano 2017-18 es la 53.ª edición de la Liga de Alemania de balonmano. En esta edición el Rhein-Neckar Löwen volvía a defender el título, que lograron en 2016 y en 2017. Sin embargo, en esta ocasión el SG Flensburg-Handewitt logró quitarle el título de campeón por tan sólo un punto.
En cuanto a los ascensos y descensos, ascendieron a la liga el TuS Nettelstedt-Lübbecke, el TV Hüttenberg y el TSG Friesenheim, mientras que en la campaña anterior el Bergischer HC, el HBW Balingen-Weilstetten y el Coburg 2000 quedaron relegados a la 2.Bundesliga.

## Clubes
| - Frisch Auf Göppingen - Füchse Berlin - GWD Minden - TV Hüttenberg - HSG Wetzlar - TVB Stuttgart 1898 |  | - MT Melsungen - Rhein-Neckar Löwen - SC Magdeburg - SG Flensburg-Handewitt - TBV Lemgo - THW Kiel |  | - TSV Hannover-Burgdorf - SC DHFK Leipzig - TuS Nettelstedt-Lübbecke - TSG Friesenheim - HC Erlangen - VfL Gummersbach |  |

## Clasificación
|    | Equipos                  | Part. | G  | E | P  | GF   | GC  | Dif  | Pts | Resultado                 |
| -- | ------------------------ | ----- | -- | - | -- | ---- | --- | ---- | --- | ------------------------- |
| 1  | SG Flensburg-Handewitt   | 34    | 27 | 2 | 5  | 993  | 851 | 142  | 56  | Campeón/ Champions League |
| 2  | Rhein-Neckar Löwen       | 34    | 27 | 1 | 6  | 1043 | 838 | 205  | 55  | Champions League          |
| 3  | Füchse Berlin            | 34    | 25 | 3 | 6  | 968  | 875 | 93   | 53  | Copa EHF                  |
| 4  | SC Magdeburg             | 34    | 24 | 2 | 8  | 1037 | 927 | 110  | 50  | Copa EHF                  |
| 5  | THW Kiel                 | 34    | 24 | 1 | 9  | 989  | 854 | 135  | 49  |                           |
| 6  | TSV Hannover-Burgdorf    | 34    | 22 | 3 | 9  | 953  | 900 | 53   | 47  | Copa EHF                  |
| 7  | MT Melsungen             | 34    | 19 | 3 | 12 | 952  | 887 | 65   | 41  |                           |
| 8  | SC DHFK Leipzig          | 34    | 17 | 3 | 14 | 867  | 854 | 13   | 37  |                           |
| 9  | TBV Lemgo                | 34    | 13 | 8 | 13 | 882  | 932 | -50  | 34  |                           |
| 10 | Frisch Auf Göppingen     | 34    | 12 | 7 | 15 | 903  | 909 | -6   | 31  |                           |
| 11 | HSG Wetzlar              | 34    | 13 | 4 | 17 | 896  | 884 | 12   | 30  |                           |
| 12 | GWD Minden               | 34    | 9  | 8 | 17 | 896  | 968 | -72  | 26  |                           |
| 13 | HC Erlangen              | 34    | 8  | 9 | 17 | 844  | 932 | -88  | 25  |                           |
| 14 | TVB Stuttgart 1898       | 34    | 8  | 4 | 22 | 852  | 959 | -107 | 20  |                           |
| 15 | VfL Gummersbach          | 34    | 8  | 0 | 26 | 841  | 950 | -109 | 16  |                           |
| 16 | TSG Friesenheim          | 34    | 6  | 3 | 25 | 828  | 946 | -118 | 15  |                           |
| 17 | TuS Nettelstedt-Lübbecke | 34    | 4  | 6 | 24 | 778  | 913 | -135 | 14  | Descenso                  |
| 18 | TV Hüttenberg            | 34    | 3  | 7 | 24 | 845  | 988 | -143 | 13  | Descenso                  |

## Estadísticas

### Máximos goleadores
| N.º | Nombre           | Club                   | Goles |
| --- | ---------------- | ---------------------- | ----- |
| 1   | Casper Mortensen | TSV Hannover-Burgdorf  | 230   |
| 2   | Julius Kühn      | MT Melsungen           | 224   |
| 3   | Andy Schmid      | Rhein-Neckar Löwen     | 194   |
| 4   | Marcel Schiller  | Frisch Auf Göppingen   | 189   |
| 5   | Tim Hornke       | TBV Lemgo              | 179   |
| 5   | Rasmus Lauge     | SG Flensburg-Handewitt | 179   |
| 7   | Niclas Ekberg    | THW Kiel               | 171   |
| 7   | Michael Damgaard | SC Magdeburg           | 171   |
| 9   | Hans Lindberg    | Füchse Berlin          | 169   |
| 9   | Robert Weber     | SC Magdeburg           | 169   |